# Wszystkie strony świata
Wszystkie strony świata (tyt. oryg. The Wind's Twelve Quarters) – zbiór opowiadań fantasy i fantastyki naukowej amerykańskiej pisarki Ursuli K. Le Guin, z których część należy do najbardziej znanych cykli autorki: Ekumeny i Ziemiomorza.
Wydany w 1975 roku, w Polsce po raz pierwszy ukazał się w 1980, wydany przez oficynę Iskry w serii Fantastyka-Przygoda w tłumaczeniu Lecha Jęczmyka i Zofii Uhrynowskiej-Hanasz. Wydanie z 1980 nie zawierało opowiadania Ci, którzy odchodzą z Omelas, które zamieszczono dopiero w wydaniu z 1995 (wyd. Prószyński i S-ka).

## Spis utworów
- Naszyjnik Semley(inne języki)
- Kwiecień w Paryżu
- Mistrzowie
- Skrzynka ciemności
- Magiczne słowo(inne języki)
- Prawo imion(inne języki)
- Królowa Zimy(inne języki)
- Udana wycieczka
- Dziewięć śmierci(inne języki)
- Rzeczy
- Wycieczka do głowy
- Szerzej niż imperia i wolniej(inne języki)
- Gwiazdy pod ziemią
- Pole widzenia
- Kierunek drogi
- Ci, którzy odchodzą z Omelas (nagroda Hugo 1974[1]) – w wydaniu 1995, Prószyński i S-ka, w wydaniu z 1980 pominięte
- Dzień przed rewolucją(inne języki) (Nebula 1974)